# バイラルCM
バイラルCMとは、インターネット上の口コミ（ブログ、SNS、BBSなど）で話題となることを目論んで制作され、ネット配信されるCMのことである。なお、『バイラル・マーケティング』に関しても、本稿で述べる。

## 概要

### CM
バイラル (viral) とは「ウイルスの」「ウイルス性」という意味であり、転じて「伝染性」＝人から人へ急速に伝播していく、という意味を表している。イギリスが発祥の地であり、映像プロダクションが存在し、近年は日本市場に参入を行っている。

### マーケティング
また、ブログ・SNSといった個人対個人のメディアを通じて、商品やサービスの魅力が口コミ的に広まってゆく様は、マーケティングという観点から見た場合、本来ならば企業側が費用を負担して行うはずの広報活動を消費者たち自身が肩代わりして行ってくれているわけで、『コストパフォーマンスが高い宣伝活動』であるとも解釈できる。こうした一連の動きに対し、これを「宣伝・広報活動」の1つとして捉えることで、企業側から陰に陽に働きかけるなどして評判を広めていこうというのが、バイラルマーケティングのスタイルである。

## 参考資料
1. ↑  「巷でウワサの『バイラルCM』って何？」『コマーシャル・フォト』2006年11月号、玄光社